# Sayed Ahmad
Sayed Ahmad Wasil Mrowat (* 2. November 1995) ist ein Filmdarsteller. 
Sayed Ahmad spielte neben Alina Levshin, Jella Haase und Gerdy Zint eine der Hauptrollen in David Wnendts mehrfach ausgezeichneten Filmdrama Kriegerin (2011). Er verkörperte den jungen afghanischen Flüchtling Rasul, der nach Deutschland kommt und auf Asyl in Schweden hofft.
Seit der Saison 2013/14 spielt er als Mittelfeldspieler beim Fußballverein SV Buchholz in der Bezirksliga (Staffel II).

## Filmografie
- 2011: Kriegerin